# Ulyanovo
Ulyanovo es una localidad de Uzbekistán, en la provincia de Djizaks.
Se encuentra a una altitud de 397 m sobre el nivel del mar. 

## Demografía
Según estimación 2010 contaba con una población de 21 150 habitantes.